# Саринян, Сергей Нерсесович
Саринян Сергей Нерсесович (17 ноября 1924, Сейдишен, — 8 июня 2017, Ереван) — армянский советский литературовед; кандидат исторических наук (1953), доктор филологических наук (1967), профессор (1970); академик Армянской АН (1996). Заслуженный деятель науки Армянской ССР (1985). Лауреат Государственной премия Армянской ССР (1980), и премии имени Никола Агбаляна (2003), премии президента Армении (2006). Один из самых известных специалистов по армянской литературе

## Биография
Родился 17 ноября 1924 года в нагорно-карабахском селе Сейдишен, в богатой семье связанной родством с армянской княжеской династией Гасан-Джалалянов. После окончания школы, с 1941 по 1942 год работал учителем в родном селе. Вскоре был призван в ряды вооружённых сил советского союза. Принимал участие в Великой Отечественной войне, был награждён «орденом Великой Отечественной войны» II степени. В 1943 году в связи сильным ранением ноги уволен в запас. По возвращении с фронта продолжил работать учителем в Сейдишене. Поступил в Ереванский государственный университет на филологический факультет, где учился у Грачьи Ачаряна, Григора Гапанцяна, Арсена Тертеряна, Мкртича Мкряна, Гургена Сарака, Арарата Гарибяна. В 1949 году с отличием окончил ВУЗ, попутно став членом КПСС (1948 г.).
Получив высшее образование, продолжил научную деятельность
С 1952 по 1958 год являлся научным сотрудником института литературы. В 1953 году защитил кандидатскую диссертацию на тему «Происхождение критического реализма в армянской литературе». С 1958 по 1960 год являлся старшим научным сотрудником Института литературы им. М.Абегяна. С 1960 по 1992 год зав.отделом новой армянской литературы. В 1968 году защитил докторскую диссертацию на тему «Армянский романтизм». Свою деятельность посвятил истории и теории армянской литературы, армянскому романтизму, идеологии, а также биографиям армянских писателей писателей XIX — начала XX вв. Являлся автором сборников «Литературные замечания» (1964) и «Критика и художественный прогресс» (1973). Занимался архивной деятельностью. На протяжении многих лет изучал армянскую прессу XIX-XX веков. В своих работах постоянно использовал архивные издания армянских газет и журналов «Масис», «Мшак», «Архелк», «Ардзаганк», «Мегу Айастани», «Нор Дар», «Еркагунд» и «Гортс» и др. В 1970 году получил должность профессора. С 1992 года руководитель группы и группы и главный научный сотрудник Института литературы им. М.Абегяна НАН РА. В 1990 году был избран член-корреспондентом, а в 1996 году академиком армянской АН. В 2000—2004 годах являлся председателем научного совета по линии литературы Высшей аттестационной комиссии Армении.
Скончался 8 июня 2017 года в Ереване

## Работы
Сергеем Сариняном было написано 26 монографий и более 1000 статей. Кроме этого им была написана автобиографическое произведение «Наоборот»
- «Возникновение критич. реализма в армянской литературе», 1953
- Армянский романтизм. Ер., 1966
- Историчность художественной литературы, 1979
- Поколения и традиции: Литературовед. ст. Ер., 1984
- Раффи. Система идей и образов. Ер., 1985
- Проблема человека в художественной системе творчества Раффи, 1985
- Хачатур Абовян в оценке Раффи ,1987
- Два века армянской литературы: В 2 томах. Ер., 1988—1989
- Левон Шант (монография). Ер., 1991
- Армянская идеология. Ер., 1998
- Два века армянской литературы: 3 том Ер., 2003
- Мурацан: типология, философия истории. Ер., 2004

## Награды и премии
- Орден Отечественной войны II степени
- Медаль им. М. Налбандяна (1980)
- Государственная премия Армянской ССР (1980)
- Заслуженный деятель науки Армянской ССР (1985)
- Орден Святого Месропа Маштоца (2004)
- «Золотая медаль» министерства образования и науки РА (2004)
- Премия имени Никола Агбаляна (за 3-й том книги «Два века армянской литературы», 2003)
- Премия президента Армении (2006) — за развитие гуманитарных наук[6]
- Медаль «За заслуги перед Отечеством» II степени (3 сентября 2011) — по случаю 20-летия независимости Республики Армения , за выдающиеся творческие достижения в области искусства и культуры[7]